# 1902 في الجزائر
الأحداث من عام 1902 في الجزائر.